# PS20太陽能發電塔
PS20太陽能發電塔 (西班牙語：Planta Solar 20) 是一座位於西班牙安达卢西亚塞維利亞的商業太陽能發電廠。2011年為止是世界最大的聚光式高溫太陽能發電廠。 發電塔擁有20MW的發電力。能量來源全靠定日追蹤反射鏡反射的陽光熱能。
PS20太陽能發電塔始建於2006年;2009年開始運轉。相比於前輩PS10，PS20有諸多技術改良。包含更高效率的接收器，強化版的控制操作系統，和新設計的熱能儲存裝置。
PS20反射區共有1,255面定日反射鏡。每一鏡面面積為120平方公尺，所有日光反射集中到165公尺高的發電塔端接受器，將蒸氣加熱後送入渦輪機組。（页面存档备份，存于）
更多太陽能發電廠将会在接下來幾年建造。包含低和高聚集的發電裝置，更多集熱塔，甚至一些斯特林发动机碟式的發電鏡。目前共確定有Solnova 1、Solnova 3和 Solnova 4等三座共150MW的太陽能廠要建造，該區將成為世界最大的太陽能園區。
Ciemat公司和IDEA，以及塞維利亞大學合作建造的管理園區於2013年完工，總計發電量300MW，可供應180,000戶家庭用電，等同于塞維利亞城的用電需求。每年PS20發電約48,000兆瓦·時（MW·h），根據其購電協議它收取每兆瓦·時271歐元。

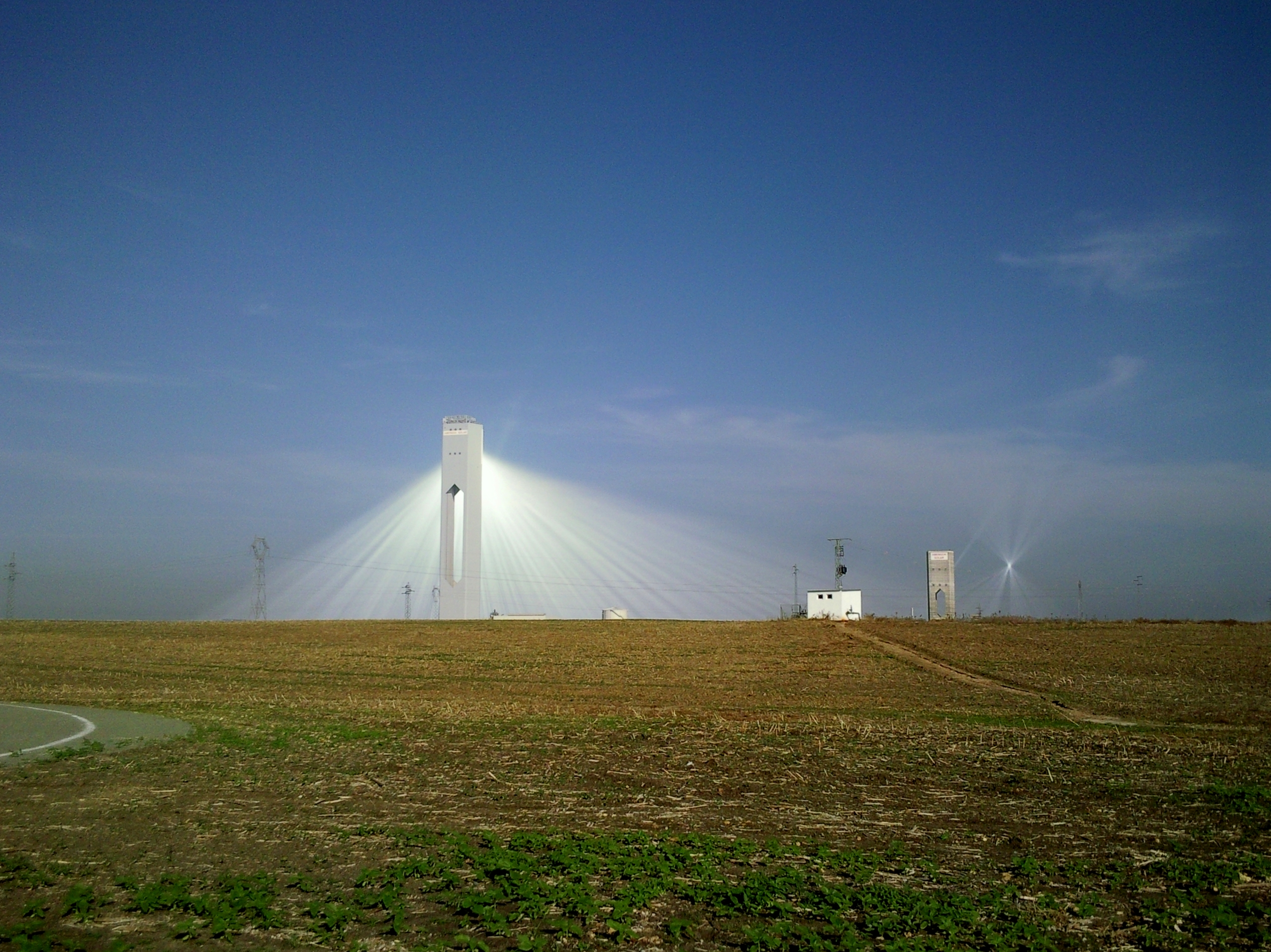
PS20太陽能發電塔